# Lalanne-Arqué
Lalanne-Arqué är en kommun i departementet Gers i regionen Occitanien i sydvästra Frankrike. Kommunen ligger i kantonen Masseube som tillhör arrondissementet Mirande. År 2022 hade Lalanne-Arqué 149 invånare.

## Befolkningsutveckling
Antalet invånare i kommunen Lalanne-Arqué
Referens:INSEE